# تكيدر (أداسيل)
تكيدر هي إحدى مشيخات المملكة المغربية، تتبع جغرافيا لإقليم شيشاوة وإداريًا لأداسيل. يقدر عدد سكانها بـ 2876 نسمة حسب الإحصاء الرسمي للسكان والسكنى لسنة 2004.